# HD 114783 b
HD 114783 b – planeta typu gazowy olbrzym orbitująca wokół gwiazdy HD 114783.